# L'abbinamento perfetto
L'abbinamento perfetto (A Perfect Pairing) è un film del 2022 diretto da Stuart McDonald.

## Trama
Per poter conquistare un importante cliente, un'importante dirigente di un'azienda vinicola americana di Los Angeles finisce per lavorare in un ranch di allevamento di pecore facendo la conoscenza di un affascinante e misterioso abitante del luogo.

## Distribuzione
Il film è stato distribuito sulla piattaforma Netflix a partire dal 19 maggio 2022.